# ヒカゲスミレ
ヒカゲスミレ（日蔭菫、学名：Viola yezoensis）はスミレ科スミレ属の多年草。別名、エゾコスミレ。

## 特徴
植物体全体が柔らかい、無茎の種。地下茎は白色で横に這い、細くかつ短く、ときに地下茎から地下匐枝を出して新株をつける。葉は根生し、長さ4-10cmになる葉柄があって束生し、葉柄の上部には狭い翼があり、基部には膜質で披針形の托葉がある。葉柄にはやや開出する屈毛が生える。葉身は平開し、長さ3-7cm、卵形から長卵形で、先端は鈍頭から鋭頭、基部は心形、縁は低く円い鋸歯がある。葉身の質は柔らかく、表面は鮮緑色、裏面は淡緑色で、両面にやや粗い毛が生え、ときに表面の葉脈に沿って白色の斑紋が入る。花後、果期の葉は大型になる。
花期は4-5月。花柄は長さ7-12cmになり、やや開出する屈毛が生える。花は径約2cm、白色で中心部は淡黄色をおびる。花弁は長さ10-14mm、上弁、側弁および唇弁ともに紫色のすじが入り、唇弁の距は長さ7-8mmで太い円筒形、側弁の基部に毛が生えるがまれに無毛の場合がある。萼片は広披針形で先は鋭くとがり、その後部の付属体には2-3個の鋸歯があり、それらの縁には短毛が生える。雄蕊は5個あり、花柱はカマキリの頭形になり、上部が左右に若干張り出す。果実は楕円状の朔果で、長さ約1cmになる。染色体数は2n=24。

## 分布と生育環境
日本では、北海道（西南部）、本州、四国、九州に分布し、低山から山地にかけた夏緑樹林の林内や林縁のやや湿り気のある場所に生育する。ときに、日当たりのよい草地に生えることもある。世界では、朝鮮半島、中国大陸（東部、東北部）に分布する。

## 名前の由来
和名のヒカゲスミレは「日蔭菫」の意で、林下に生育することによる。
種小名（種形容語）yezoensis は、「北海道の、蝦夷の」の意味であり、別名は、エゾコスミレ。タイプ標本は、北海道渡島半島函館市産のもの。

## ギャラリー

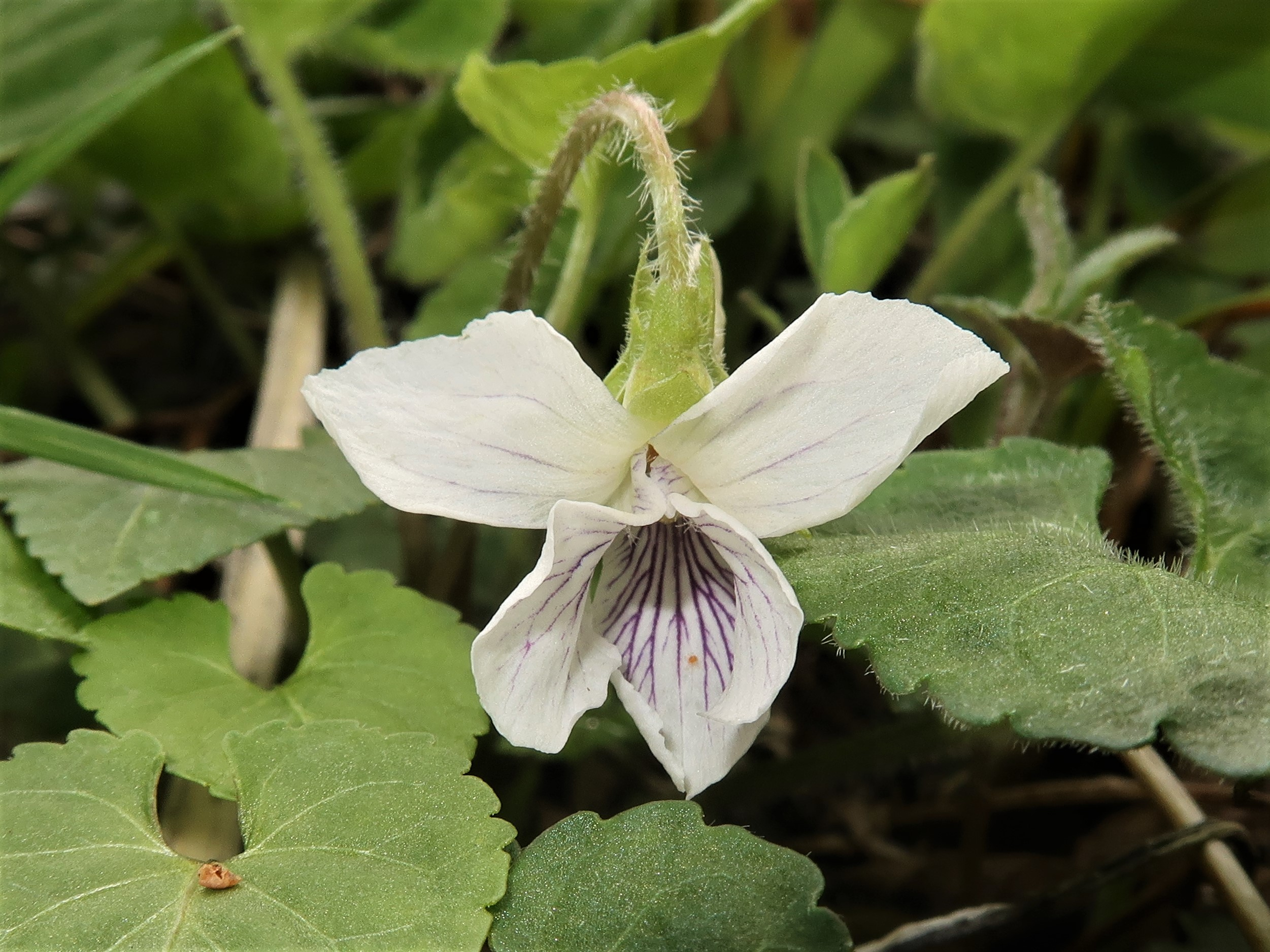
すべての花弁に紫色のすじが入り、側弁の基部に毛が生える。
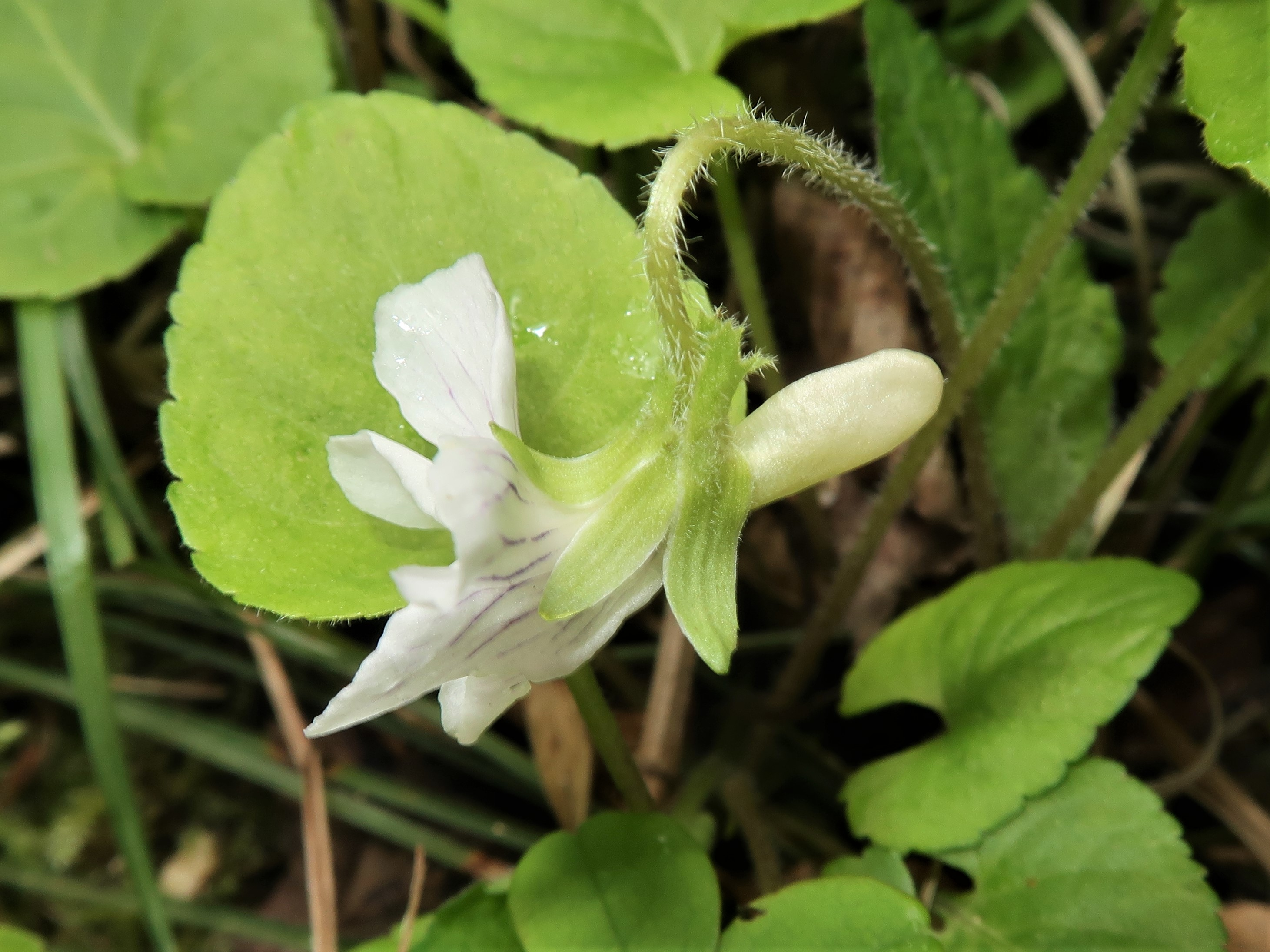
萼片の後部の付属体には鋸歯があり、それらの縁には短毛が生える。
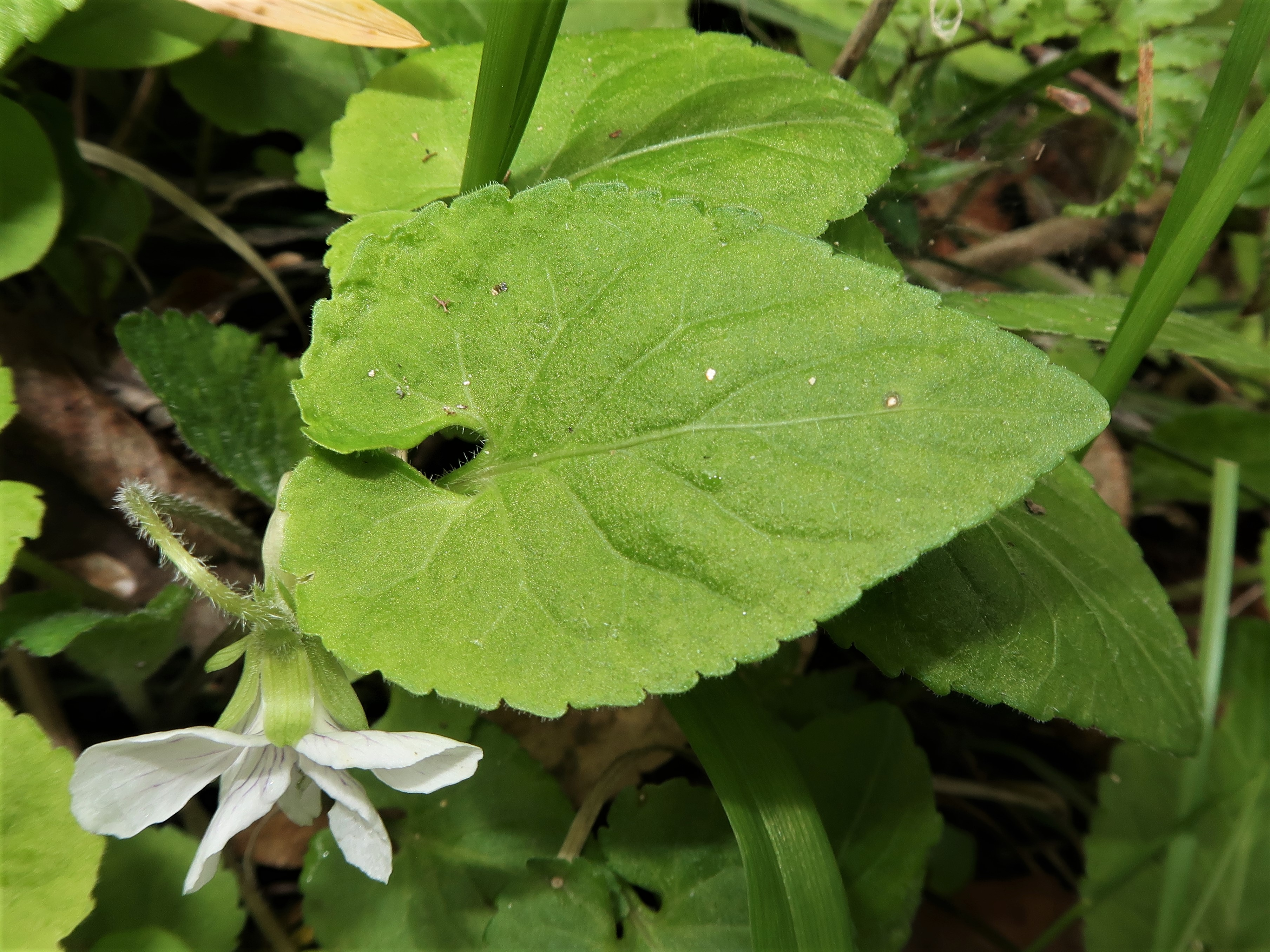
葉の表面、やや粗い毛が生える。
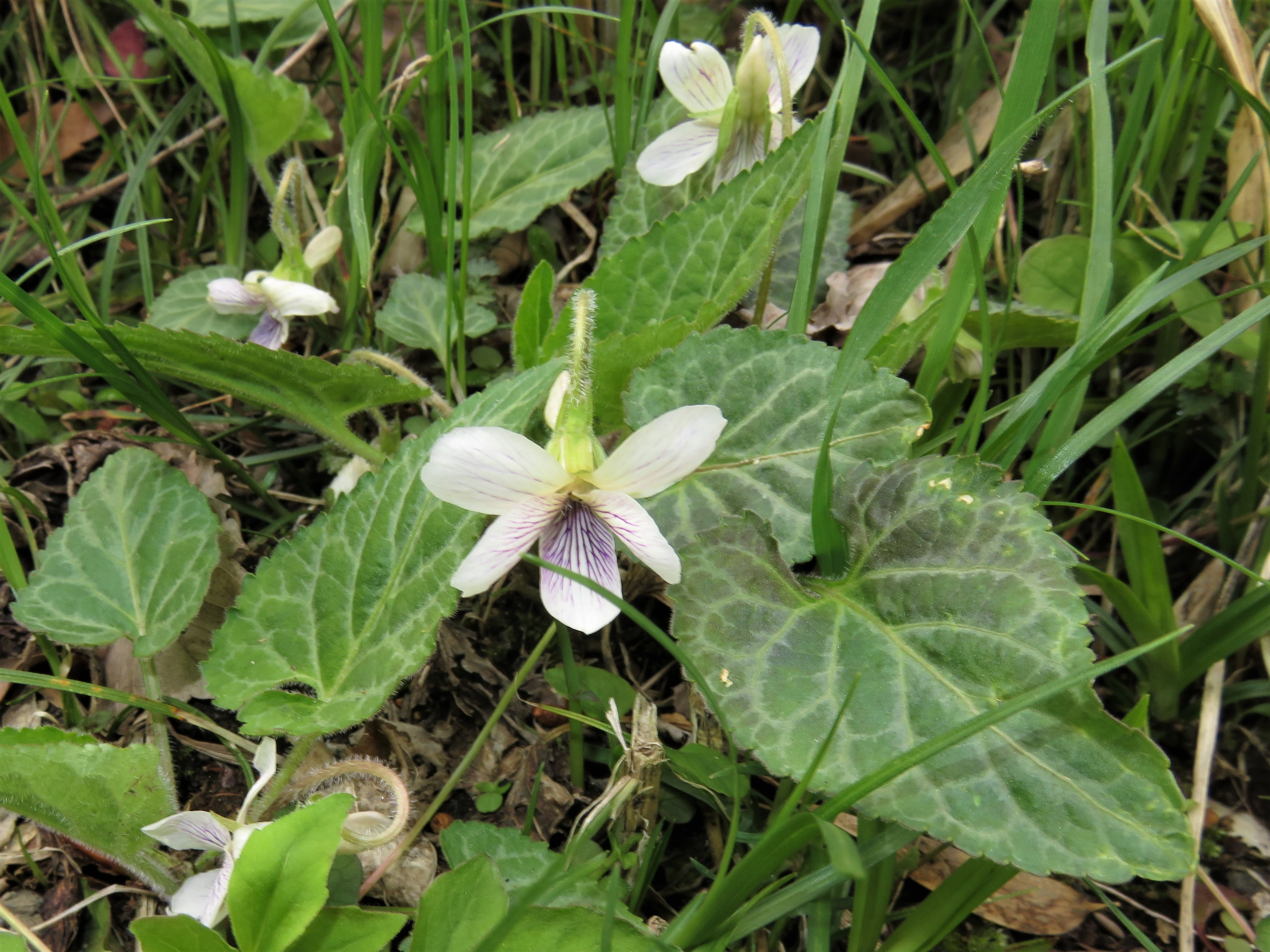
ときに、葉の葉脈に沿って白色の斑紋が入るものがある。

## 下位分類

### アソヒカゲスミレ
アソヒカゲスミレ Viola yezoensis Maxim. var. asoana E.Hama - 葉の基部の両側が耳状に張り出し、ほこ形になる変種。葉の表面は黒褐色から茶褐色で、花後に緑色に変色する傾向がある。「原色日本のスミレ」の著者である浜栄助 (1976) によって記載命名された。タイプ標本は熊本県阿蘇郡久木野村（現、南阿蘇村）産のもの。熊本県のほか、広島県に産する。

### タカオスミレ
タカオスミレ Viola yezoensis Maxim. f. discolor (Nakai) Hiyama ex F.Maek. - 葉の表面が黒褐色または茶褐色をおび、その色が葉の裏面まで透けて現れる品種。高尾山産のものをタイプ標本とし、中井猛之進 (1928) によってヒカゲスミレの変種として記載された。のちに檜山庫三によって品種とされた。品種名 discolor は、「二色の、（花弁などが）異なった色の、不同色の」の意味。

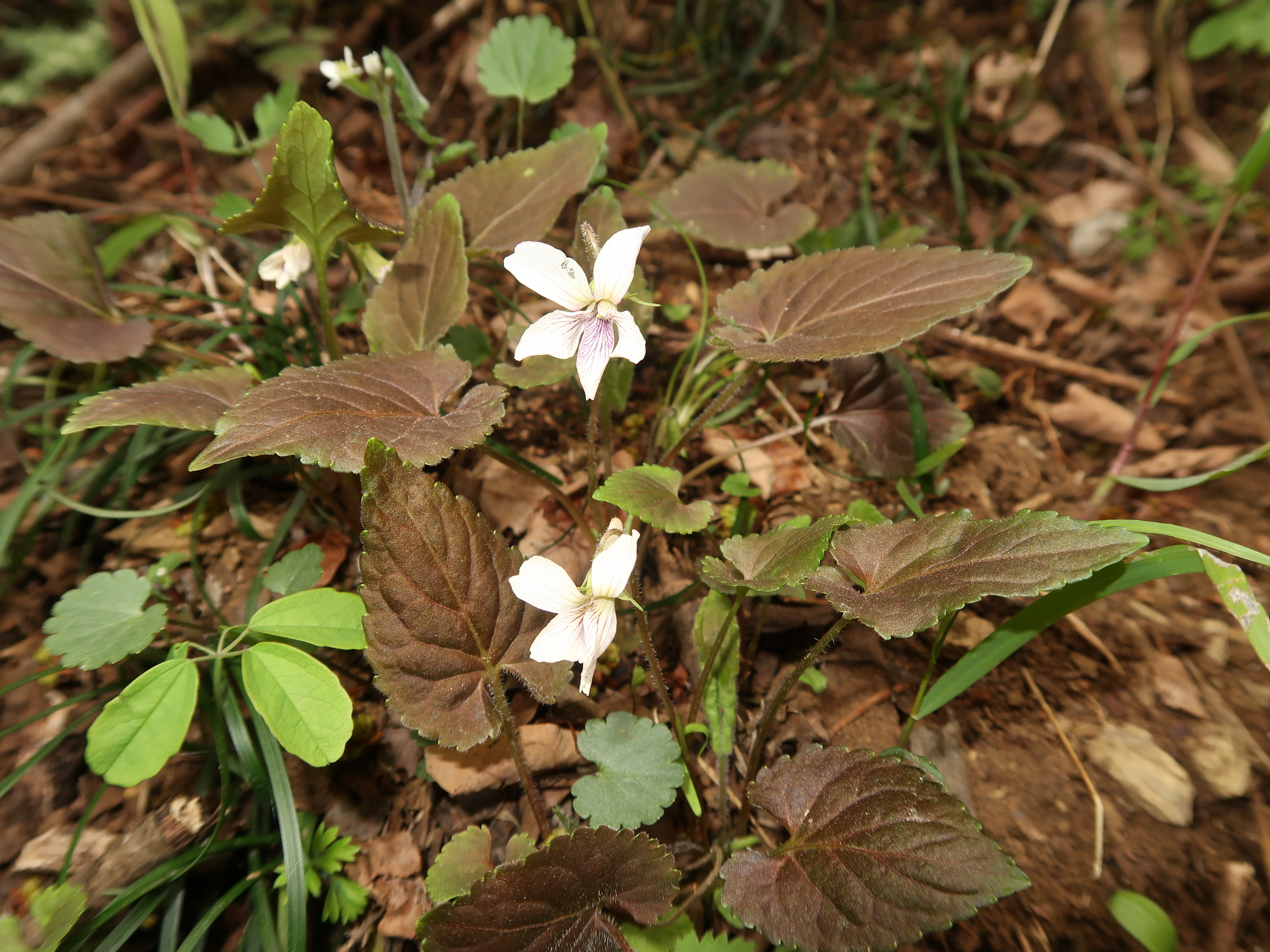
高尾山 2019年4月中旬。
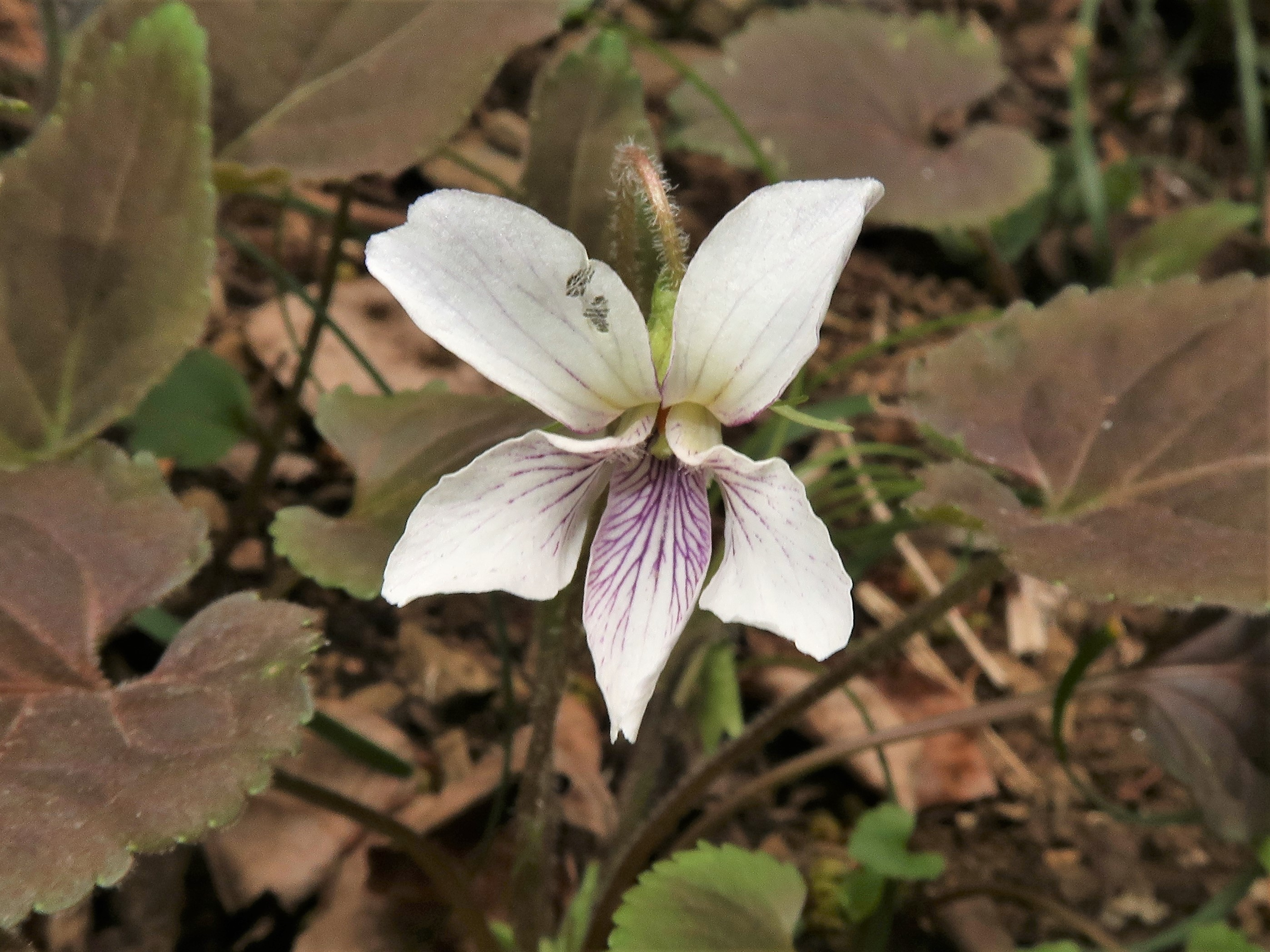
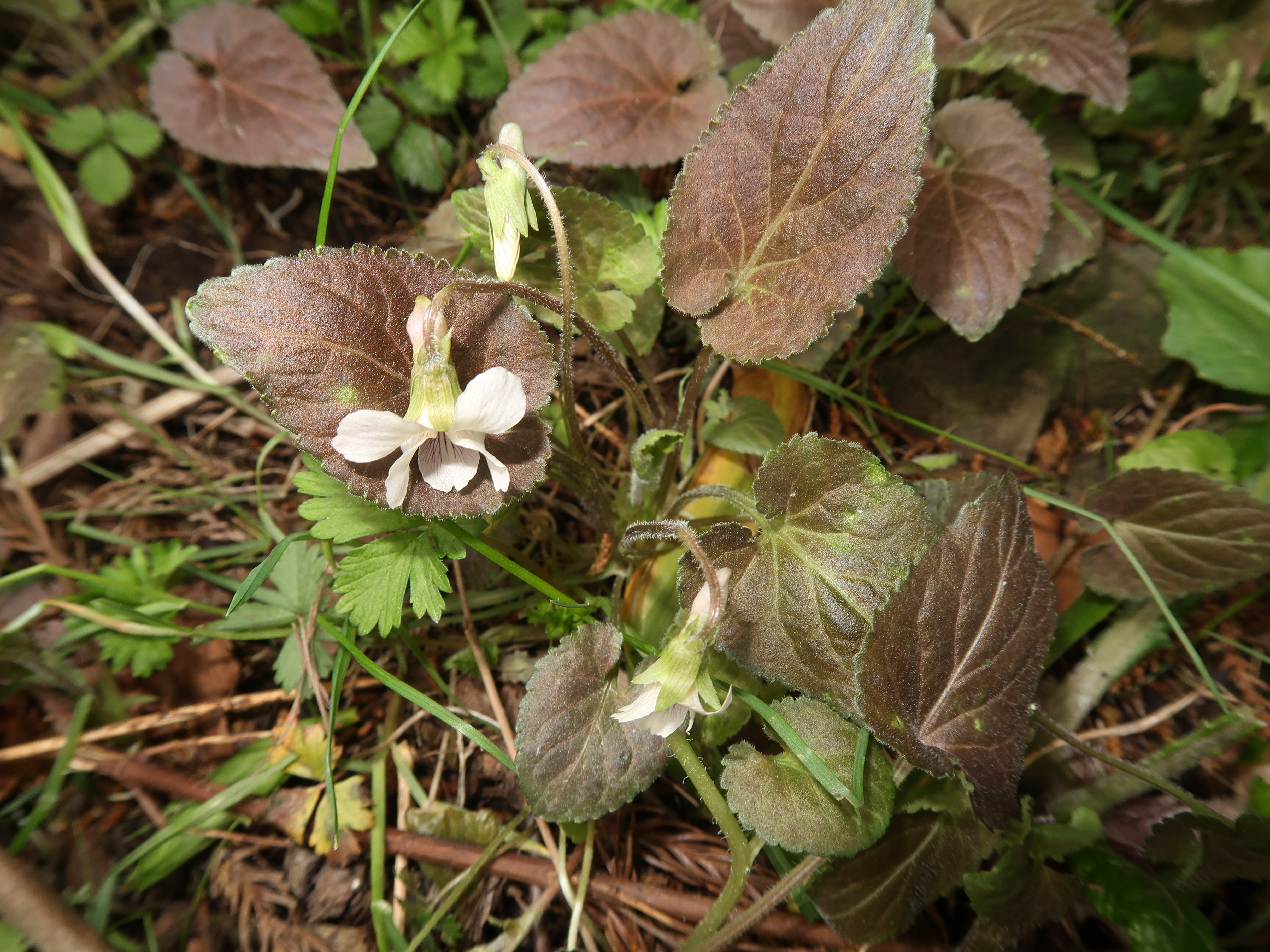

### ハグロスミレ
ハグロスミレ Viola yezoensis Maxim. f. sordida Hiyama ex F.Maek. - 葉の表面が黒紫色、裏面が淡緑色の品種。品種名 sordida は、「暗い色の、汚色の」の意味。なお、YList では、タカオスミレ f. discolor の別名を「ハグロスミレ」としている。